# Hospital oftalmológico de la Universidad de Fudan
El Hospital oftalmológico de la Universidad de Fudan, 复旦大学附属眼耳鼻喉科医院 en chino, Hospital de ojos, oídos, nariz y garganta afiliado a la Universidad de Fudan, es un hospital terciario de primera clase ubicado en el n.º 83 de la calle Fenyang, en el distrito Xuhui de Shanghái, especializado en ojo, oído, nariz y garganta, equivalente a los departamentos de oftalmología y otorrinolaringología de la medicina occidental. Fundado en 1934, desde 1952 el hospital está afiliado a la Universidad de Fudan. También tiene dos sucursales en el n.º 19 de la calle Baoqing y en el n.º 2600 de la calle Jiangyue de Shanghai. El Hospital Ortopédico de Shanghái fue nombrado como el segundo.

## Historia
El predecesor de este hospital fue el Shanghai First Medical College (ahora Colegio Médico de Shanghai de la Universidad Fudan), que se estableció en 1952 mediante la fusión del Primer Hospital de la Cruz Roja de China (ahora llamado Huashan Hospital Affiliated to Fudan University) y el Departamento de Oftalmología y Otorrinolaringología del Hospital Afiliado Zhongshan en 1952. La escuela de Oftalmología y Otorrinolaringología de la Facultad de Medicina, contaba con 40 camas cuando se estableció el hospital. En 1955, se cambió con el nombre de Hospital de ojos, oídos, nariz y garganta, y en 2000, se fusionó con la Universidad de Fudan y con la Universidad Médica de Shanghai y cambió a su nombre actual. En 2006, el Hospital de Otorrinolaringología de Shanghai le otorgó el segundo título.
El hospital ahora cuenta con ocho departamentos clínicos de oftalmología, otorrinolaringología, radioterapia, anestesia, primeros auxilios, cavidad oral, láser, cirugía plástica y cinco departamentos médicos y técnicos que incluyen radiología, patología, farmacia, inspección y nutrición. La oftalmología y la otorrinolaringología del hospital son las disciplinas clave del Ministerio de Educación, entre las cuales la "oftalmología" es uno de los cuatro departamentos de oftalmología más famosos del país. Ha establecido el centro clínico de medicina auditiva de Shanghái y el centro de control de calidad clínica de oftalmología de Shanghái. Es una institución nacional de investigación clínica de medicamentos y una institución permanente del Banco de Ojos de la Cruz Roja de Shanghái. El hospital cuenta con un laboratorio clave de medicina auditiva del Ministerio de Salud y una línea de experimentación clave sobre la miopía.El Departamento de cirugía de cabeza y cuello es una disciplina clave en Shanghai.
El 18 de agosto de 2021, Shanghái anunció un nuevo caso local de la nueva cepa de coronavirus. El caso confirmado fue al Hospital de Ojos y Oídos, Nariz y Garganta afiliado a la Universidad de Fudan. Posteriormente, los tres campus de Fenyang Road, Baoqing Road y Pujiang Road fueron utilizados para clínicas ambulatorias. El 20 de agosto, el campus de Fenyang y el campus de Baoqing reanudaron su funcionamiento normal, mientras que el campus de Pujiang aún se encuentra en control epidemiológico.